# Древня платформа
Дре́вня платфо́рма (рос. древняя платформа, англ. ancient platform, craton, нім. Urtafel f, Kraton m) — геологічна платформа, фундамент якої складений докембрійськими утвореннями, а осадовий чохол — фанерозойськими або пізньодокембрійськими відкладами.
Приклад — Східно-Європейська та Сибірська платформи.

## Інтернет-ресурси
- ОДНА З НАЙДРЕВНІШИХ ДІЛЯНОК ЗЕМНОЇ КОРИ